# Альбрехт II (король Германии)
А́льбрехт II (нем. Albrecht II, венг. Albert, чеш. Albrecht; 16 августа 1397, Вена — 27 октября 1439, Лангендорф) — герцог Австрии с 14 сентября 1404 года под именем А́льбрехт V, маркграф Моравии с 4 октября 1423 года, король Венгрии с 18 декабря 1437 года (коронация 1 января 1438 года) под именем Альберт, король Чехии с 27 декабря 1437 года (коронация 29 июня 1438 года), король Германии (Римский король) с 18 марта 1438 года, из Альбертинской линии династии Габсбургов. Первый Габсбург, объединивший под своей властью Австрию, Чехию, Венгрию и Германию.

## Молодые годы
Альбрехт V был сыном австрийского герцога Альбрехта IV и Иоганны Софии Баварской.
Когда после смерти отца в 1404 году он унаследовал престол Австрии, Альбрехту было всего семь лет. Опеку над юным герцогом оспаривали его дядья из Леопольдинской линии габсбургского дома, пока в 1406 году они не пришли к соглашению о назначении опекуном Леопольда IV, старшего в роде.
Тем не менее междоусобицы возобновились в 1407 году, когда городской совет Вены выступил в поддержку штирийского герцога Эрнста Железного. Между Леопольдом IV и Эрнстом началась война, сопровождавшаяся казнями сторонников той и другой стороны. Победу в конце концов одержал Леопольд IV, однако в 1411 году он скончался, и бразды правления Австрийским герцогством взял на себя Альбрехт V.

## Союз с Сигизмундом и гуситские войны
Начало самостоятельного правления Альбрехта V в Австрии было довольно успешным. Герцог поощрял развитие торговли и добился подчинения аристократии центральной власти. В стране воцарилось спокойствие и порядок. Однако в начале 1420-х годов Альбрехт V тесно сблизился с императором Сигизмундом и в 1422 году женился на его дочери и наследнице Елизавете Люксембургской. По материнской линии предками Елизаветы были короли Венгрии, Чехии и Польши, что ставило Альбрехта V в центр династических связей Центральной Европы.
С другой стороны, союз с Сигизмундом означал вовлечение Альбрехта V в войну, которую император безуспешно вёл с гуситами Чехии. В 1423 году Сигизмунд даровал своему зятю в апанаж маркграфство Моравия, находящееся на первом рубеже борьбы с гуситами. Уже в 1420 году Альбрехт V участвовал в крестовом походе против гуситов в Чехию и неудачно осаждал гуситский лагерь в Таборе. Позднее на войну с гуситами была направлена двенадцатитысячная армия, набранная в Австрии. Но чешские повстанцы перешли в наступление и в 1425 году вторглись на территорию Австрии.
Спустя два года Альбрехт V вновь возглавил крестовый поход на гуситов, но потерпел поражение, а австрийские земли были разорены гуситскими отрядами. Вена и другие города герцогства подверглись осаде. Лишь в 1431 году у Кирхберга (Kirchberg an der Wild в нынешней Австрии) и в 1432 году у Зноймо австрийским войскам удалось разбить чешских ополченцев.

## Изгнание евреев
В 1420 году по приказу Альбрехта все евреи Австрии были арестованы. Основанием для ареста стало обвинение в осквернении гостии в Эмсе. 270 евреев были сожжены на костре, остальным было предложено креститься. Все отказавшиеся от крещения иудеи были высланы из страны, их собственность конфискована, дети евреев были отданы на воспитание в монастыри. В следующем 1421 году еврейский квартал Вены был уничтожен, а синагоги — разрушены.

## Король Венгрии и Чехии
В 1437 году скончался император Сигизмунд. В соответствии с договором 1402 года, заключённым ещё Альбрехтом IV Габсбургом, в случае отсутствия сыновей у Сигизмунда, ему должны были наследовать Габсбурги. И действительно, собрание сословий Венгрии, а затем сейм Чешского королевства признали Альбрехта V королём. Правда, в Венгрии Альбрехт был вынужден подписать достаточно жёсткие требования, предусматривающие необходимость согласования с баронами и прелатами королевства всех вопросов внутренней и внешней политики и назначение на государственные должности исключительно венгров. 1 января 1438 года Альбрехт был коронован в Секешфехерваре королём Венгрии под именем Альберта (венг. Albert).
В Чехии Альбрехт столкнулся с оппозицией части гуситского дворянства, ориентировавшейся на Польшу и желавшей видеть в качестве чешского короля представителя правящей в Польше династии Ягеллонов. Гуситы вновь укрепили Табор, а в страну вторглись польские войска. Альбрехту, однако, удалось оттеснить поляков, примириться с оппозицией и утвердиться на чешском престоле.

## Король Германии и борьба с турками

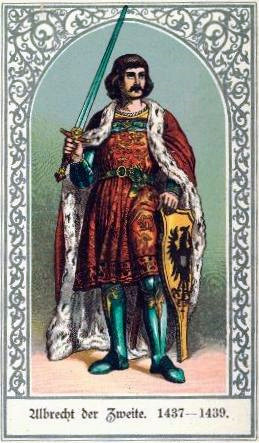
Альбрехт II Австрийский.

18 марта 1438 года Альбрехт был избран немецкими курфюрстами во Франкфурте королём Германии под именем Альбрехта II. Впервые в истории престолы Австрии, Чехии, Венгрии и Германии были объединены под властью Габсбурга. С 1438 года и до падения Священной Римской империи в 1806 году престол империи постоянно (кроме короткого периода 1742 — 1745 годов) занимали Габсбурги. Сам Альбрехт, однако, не пытался пройти официальную коронацию императором в Риме (возможно, просто не успел).
Главной проблемой в новых владениях Альбрехта была резко возросшая турецкая угроза. Султан Мурад II напал на владения сербского деспота Георгия Бранковича, главного союзника венгерских королей на Балканах, и полностью опустошил Сербию. Турки вышли к самым границам Венгрии. Альбрехт призвал венгерское дворянство к оружию на защиту своего королевства и лично возглавил поход на турок. Однако в конце октября 1439 года в военном лагере у Комарома он неожиданно заболел дизентерией и 27 октября скончался.
Единственный сын Альбрехта — Ладислав Постум — родился спустя четыре месяца после смерти короля.
Альбрехт II похоронен в усыпальнице венгерских королей в Секешфехерваре.

## Брак и дети
- Жена: (с 26 апреля 1422 года, Вена) Елизавета Люксембургская (7 октября 1409 — 19 декабря 1442), дочь Сигизмунда I Люксембу́рга, императора Священной Римской империи и Барбары Цилли. Четверо детей:
  - Георг (1431—1435), умер в детстве
  - Анна (12 апреля 1432 — 13 ноября 1462), замужем (20 июня 1446) за Вильгельмом III, герцогом Люксембурга
  - Елизавета Австрийская (1436—1505), замужем (10 марта 1454) за Казимиром IV, королём Польши
  - Ладислав Постум (1440—1457), король Венгрии, Чехии, герцог Австрии